# Oma (Russland)
Oma (russisch О́ма) ist ein Dorf (Selo) im Autonomen Kreis der Nenzen in Russland mit 763 Einwohnern (Stand 14. Oktober 2010). Der Ort befindet sich in einem Sperrgebiet und darf nur mit Genehmigung des FSB betreten werden.

## Geographie
Oma liegt etwa 305 km Luftlinie südwestlich von Narjan-Mar, dem Verwaltungszentrum des Autonomen Kreises der Nenzen. Der Ort befindet sich am rechten Ufer des namensgebenden Flusses Oma, rund 47 km vor dessen Einmündung in die Tschoscha-Bucht der Barentssee.
Administrativ gehört Oma zum Sapoljarny rajon. Zudem ist es Verwaltungssitz der Gemeinde Omski selsowet, zu der neben Oma auch die Dörfer Wischas und Snopa gehören.

## Geschichte
Der Ort entstand in der ersten Hälfte des 19. Jahrhunderts als Station auf einer Handelsroute nach Mesen. Die ersten Siedler waren Altgläubige, welche zu dieser Zeit im Russischen Kaiserreich verfolgt wurden. Die Siedler lebten neben der Landwirtschaft vom Fischfang, der Jagd und der Viehzucht. Zudem wurde Handel mit den Nenzen betrieben. Administrativ war Oma zuerst Teil der Verwaltungseinheit Dorogorskaja wolost und ab 1902 der Nesskaja wolost innerhalb des Mesenski ujesd. Im Mesenski ujesd, war Oma Sitz der Dorfgemeinschaft Omskoje selskoje obschtschestwo.
Ab 1924 gehörte Oma zur Kanino-Tschoschskaja samojedskaja wolost. Im Zuge einer Verwaltungsreform im Jahr 1929 wurde die Wolost zum Kanino-Timanski rajon umgebildet. Mit der Auflösung des Rajon im Jahre 1959 erfolgte die Verwaltung Omas durch den Omski selski sowet, dessen administratives Zentrum Oma war.
In einer weiteren Verwaltungsreform wurde der Ort 1998 Zentrum des Omski selsowet, der seit 2005 zum Sapoljarny rajon gehört.

### Bevölkerungsentwicklung
| Jahr | Einwohner |
| ---- | --------- |
| 1865 | 15        |
| 1884 | 28        |
| 1907 | 52        |
| 1922 | 94        |
| 1951 | 336       |
| 2010 | 763       |

Anmerkung: 2010 Volkszählungsdaten

## Infrastruktur
Der Ort verfügt über einen Kindergarten, eine Schule, ein Ambulanz, ein Dieselkraftwerk, ein Kulturhaus, ein Postbüro, eine Bäckerei und diverse Läden.

## Wirtschaft und Verkehr
In Oma gibt es keine Industrie. Die Bevölkerung ist schwerpunktmäßig in der Milchviehhaltung und Rentierzucht tätig.
Nach Oma verlaufen keine ganzjährig befahrbaren Straßen. Der überregionale Transport von Personen und Waren erfolgt über den Luftweg. Am nördlichen Ortsrand liegt ein kleiner Flugplatz, über den die Städte Archangelsk und Narjan-Mar angeflogen werden.

## Sperrgebiet
Oma gehört, wie weite Teile des Sapoljarny rajon, zur so genannten Grenzzone (Пограничная зона) der Russischen Föderation. In diesen Gebieten ist der Zugang sowohl für Russen als auch für Ausländer reglementiert. Genehmigungen für das Betreten dieser Gebiete werden vom FSB erteilt.